# Louisiades
Les Louisiades constituent un archipel de la mer des Salomon situé à l'est de la Papouasie-Nouvelle-Guinée.
L'archipel fut probablement observé par le navigateur espagnol Luis Váez de Torres en 1606 mais c'est Louis Antoine de Bougainville qui les nomma en 1768 en l'honneur de Louis XV, le roi de France.
En 1942, la bataille de la mer de Corail se déroula non loin de ces îles.
En 2000, la population humaine est estimée à 17 000 habitants.

## Îles
Tagula Island (865,7 km2, également appelée Sudest ou Vanatinai) est la plus grande île de l'archipel.
D'ouest en est, en partant des îles les plus proches de la Nouvelle-Guinée, on trouve les îles suivantes (la liste n'est pas exhaustive) :
- Sariba (en)
- Basilika
- Kwalaiwa
- Misima
- Motorina (en)
- Bagaman
- Kuwanak
- Panawina
- Hemenahei
- Vanatinai
- Rossel (ou Yela)